# Talisia sylvatica
Espèce
Synonymes
Selon Tropicos (9 juin 2024)
- Racaria sylvatica Aubl. - Basionyme
- Talisia carinata fo. acutisepala Radlk.
- Talisia micrantha Radlk.
- Talisia reticulata Radlk.

Selon GBIF (9 juin 2024)
- Racaria sylvatica Aubl. - Basionyme
- Talisia carinata f. acutisepala Radlk.
- Talisia micrantha Radlk.
- Talisia reticulata Radlk.
- Talisia svensonii Standl.

Talisia sylvatica est une espèce d'arbre d'Amérique du sud, appartenant à la famille des Sapindaceae.
Il est connu au Suriname sous les noms de Azobene. Bosknippa, et en Guyane comme Bois flambeau, Gaulette indien, Paicoussa, Tëpu, Tepuime, Touliatan.

## Description
Talisia sylvatica est un arbre élancé ou un arbrisseau, haut de 2-8 m, non ramifié ou avec quelques branches ascendantes et sympodiales sur la partie distale.
Le tronc mesure jusqu'à 8 cm de diamètre.
L'écorce est brun clair, lenticellée.
La tige térébrante, pubérulente ou tomentulause, terne, devenant lenticellée et glabre avec l'âge.
Les feuilles sont paripennées ou imparipinées, disposées en spirale sur la partie distale de la tige.
Les pétioles sont longs de 12-21(28) cm, térébrants, légèrement pubescents, lenticellés, fortement élargis à la base.
Le rachis est long de (14,5)19-32(48) cm, légèrement pubescent, térébrant ou parfois à angle obtus ou canaliculé distalement, lenticellé et strié proximalement.
Les pétioles sont pulvinés, légèrement pubescents, coniques, longs de 5-10 mm, s'étendant parfois dans le limbe.
Les 5-14 folioles sont alternes ou opposés, charbonneux, elliptiques ou oblongues-elliptiques, mesurant 7,4-26(40) x (2,2)3,5-9(-16) cm, la surface adaxiale glabre ou parfois avec quelques poils le long de la nervure centrale légèrement proéminente, surface abaxiale pubérulente, nervures primaires et secondaires proéminentes, apex acuminé, brusquement acuminé ou apiculé, base généralement inéquilatérale, obtuse-aiguë à altenue, marges entières à légèrement ondulées.
Les nervures primaires et secondaires sont imprimées, les nervures tertiaires légèrement proéminentes, réticulées, les secondaires formant une forte nervure submarginale. 
Les inflorescences sont des thyrses en forme de panicules, longs de 15-30 cm, axillaires sur la partie distale des branches, ou rarement cauliflores.
Les axes sont sillonnés, teintés de rose, finement pilosés.
Les bractées et bracteoles sont subulées, longues de 1-1,5 mm.
La dichasie est composée, avec des pédoncule longs de 1-2 mm, finement et densément pilosé, et des pédicelles longs de 1-1,7 mm de long, articulés sur la moitié supérieure.
Les boutons floraux sont pentagonaux-ovoïdes.
Le calice est en forme de coupe, teinté de rose, long de 1-1,5(2,5) mm, finement pilosé.
Les sépales sont longs de 0,5-0,6(1) mm, ovales-deltés, fortement concaves à carénés.
Les pétales sont crème ou blancs, longs de 3,5-4,5 mm, oblongs-elliptiques, renfoncés à l'anthèse, abaxialement glabres, adaxialement papillaires ou peu papillaires, obtus aux deux extrémités, ciliés le long de la partie proximale des marges.
L'appendice est allongé delta, aussi long que le pétale, adaxialement hirsute sur la moitié supérieure, abaxialement glabre sur la plus grande partie de sa longueur.
Le disque est hispiduleux à tomenteux à l'apex, à 5 lobes, haut de 0,5 mm.
On compte 5(6) étamines, les filets pilosés ou densément pilosés, de longueur similaire, longs de 2-3 mm, les anthères oblongues 10 ellipsoïdes, longues de 1-1,2 mm, apiculées à l'apex.
L'ovaire est ovoïde, séricigène, et le stigmate capitonné, papilleux. 
Le fruit est vert à jaune-orange, ellipsoïde, apiculé, long d'environ 2 cm, pubérulent, le péricarpe coriace, granuleux, d'environ 1 mm d'épaisseur, l'endocarpe glabre.
La graine est solitaire, ellipsoïde, avec une tégumentation charnue jaune crème.

En 1952, Lemée propose la description suivante de Talisia sylvatica :

« T. sylvatica Radlk. (Racaria s. Aubl.). Arbrisseau à tiges simples lenticellées avec bourgeons 5-épineux ; feuilles à long pétiole renflé à la base 3-gône ainsi que le rachis, 2-3 paires de folioles subopposées assez grandes elliptiques équilatérales subaiguës aux extrémités ou acuminées au sommet, chartacées subglabres, à 7-9 paires de nervures latérales, réticulées-veinées ; inflorescences subterminales en grappes courtes, fleurs ? ; fruit jaune ovoïde aigu de la grosseur d'un gland. - Mont serpent, Roura. »

— Albert Lemée, 1952.

## Répartition
Talisia sylvatica est présent au Suriname, en Guyane, au Brésil et au Pérou.

## Écologie
Talisia sylvatica pousse dans le sous-bois des forêts humides de plaine.

## Protologue

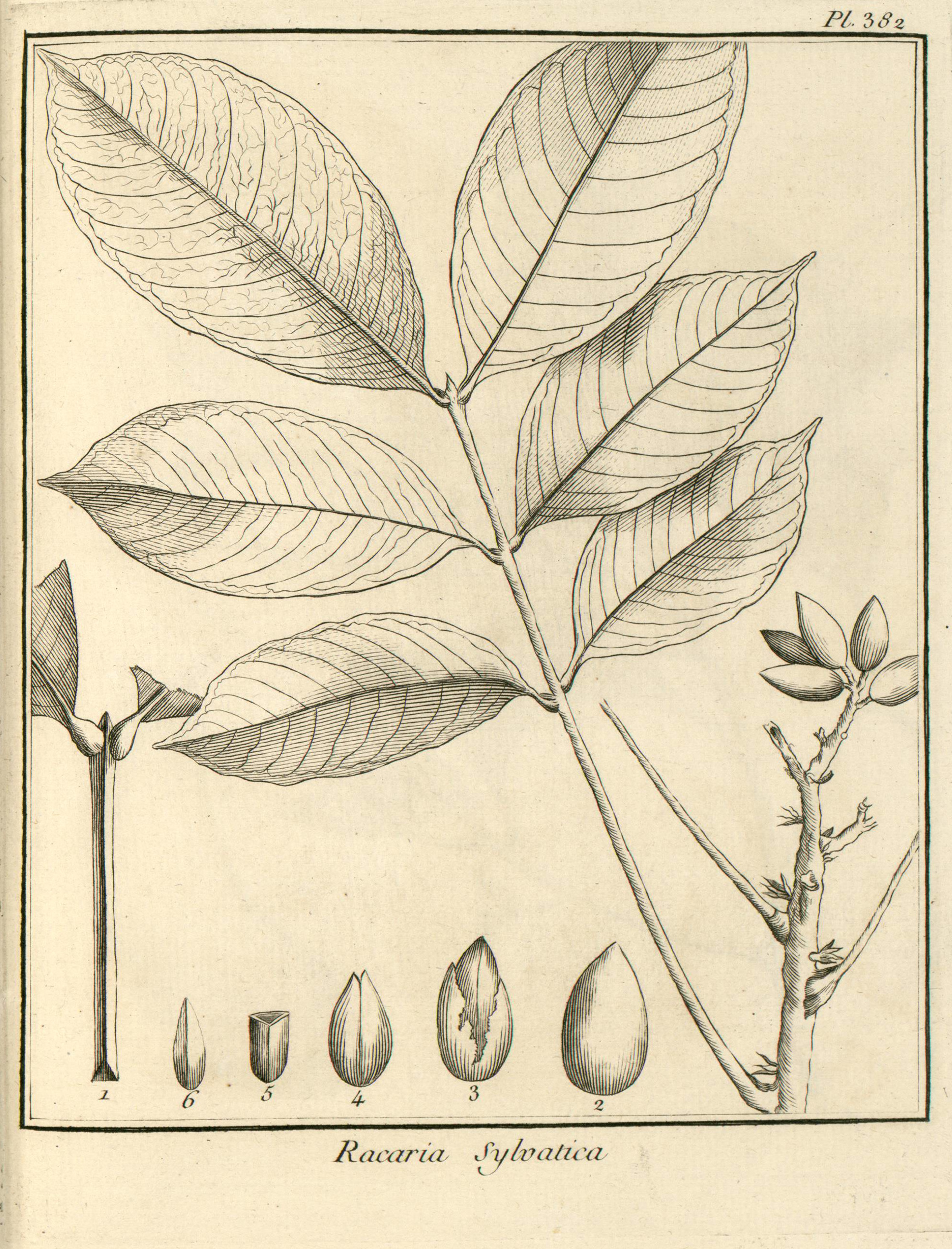
Talisia sylvatica par Aublet (1775) 1. Extrémité de côte qui porte les folioles. - 2. Fruit. - 3. Fruit dont une partie de l'écorce eſt enlevée & laiſſe voir le noyau. - 4. Deux noyaux comme unis enſemble. - 5. Coque d'un fruit à trois noyaux, coupée en travers. - 6. Amande.

En 1775, le botaniste Aublet a décrit Talisia sylvatica sous le nom de Racaria sylvatica et en a proposé le protologue suivant : 

« RACARIA ſylvatica. (Tabula 382.)
Arbuscula ramoſa. Folia alterna, impari-pinnata ; folioiis ovato oblongis, acutis, glabris & crebris. Flores exigui, paniculati. Color paniculæ & florum roſeus.
Florebat menſe Octobri.
Habitat ad ripas fluviorum Guianæ.
Nomen Caribæum TOULICHI.

LE RACARIER. (PLANCHE 382.)
Cet arbrisseau s'élève a la hauteur de dix à douze pieds. Son tronc eſt droit, & a environ trois ou quatre pouces de diamètre. Son écorce eſt mince, liſſe, & conſervé la marqué des pédicules des feuilles qui ſont tombées, & un peu au deſſus de chaque impreſſion il y a un tubercule d'où ſortent des épines dures, longues de trois OU quatre lignes. Son bois eſt blanc & fort dur. Les feuilles ſont alternes & conjuguées, à deux ou trois rangs de folioles oppoſées. Elles ſont implantées ſur une côte triangulaire qui porte à ſa naiſſance un talon fort gros & ligneux. Cette côte eſt longue d'environ dix pouces, & eſt terminée par une pointe. Le premier rang des folioles eſt place à cinq ou ſix pouces au deſſus du talon de cette côte. Elles ſont ovales, entières, pointues, minces, vertes, fermés, longues de fept à huit pouces, ſur trois & demi de large â– , elles ſont traverſées par une côte ſaillante en deſſous, d'où partent pluſieurs nervures latérales qui s'anaſtomoſent les unes avec les autres, avant d'arriver au bord de la foiiole. Ces folioles ſont d'inégale grandeur ; les ſupérieures ſont les plus larges. Au deſſus de la naiſſance de la côte qui porte ces folioles, eſt un tubercule charge d'épines dures & roides. Tous les pieds que j'ai vus, étoient ſans branches.
Je n'ai pas pu obſerver la fleur de cet arbriſſeau ; il étoit en fruit. Ces fruits étoient diſpoſés en manière de grappes au ſommet du tronc : ils avoient la groſſeur & de la forme d'un gland. L'écorce étoit jaune & épaiſſe ; elle couvroit une ſubſtance molle & acide, ſous laquelle étoient trois noyaux oblongs, triangulaires, qui ſe touchoient par leurs faces internes, & dont la face extérieure étoit convexe. Chaque noyau contenoit une amande verte qui avoit le goût du pois vert. Quelquefois il n'y a qu'un ſeul noyau, & pour-lors il eſt ovoïde. Lorſqu'il n'y en a que deux, ils ſont applatis, appliqués l'un contre l'autre, & convexes a leur ſurface extérieure. Le pédoncule de ce fruit, qui eſt ligneux, étoit profondément enfonce dans ſa ſubſtance, & je n'y ai obſervé aucune trace du calice.
J'ai trouvé cet arbriſſeau dans les forêts qui ſont au bas de la montagne Serpent, qui répond au quartier d'Aroura.
C'étoit dans le mois d'Août. »

— Fusée-Aublet, 1775.